# تي. إس. كوك
تي. إس. كوك (بالإنجليزية: T. S. Cook)‏ (و. 1947 – 2013 م) هو كاتب سيناريو، ومنتج أفلام أمريكي، ولد في كليفلاند، أوهايو، توفي في لوس أنجلوس، عن عمر يناهز 66 عاماً، بسبب سرطان.

## وصلات خارجية
- تي. إس. كوك على موقع IMDb (الإنجليزية)
- تي. إس. كوك على موقع ألو سيني (الفرنسية)
- تي. إس. كوك على موقع أول موفي (الإنجليزية)
- تي. إس. كوك على موقع قاعدة بيانات الأفلام السويدية (السويدية)
- تي. إس. كوك على موقع قاعدة بيانات الفيلم (الإنجليزية)
- تي. إس. كوك على موقع كينوبويسك (الروسية)